# Torsten Schrade
Torsten Schrade (* 1977) ist ein deutscher Digital Humanities Wissenschaftler. Seit 2017 ist er Akademieprofessor für Digital Humanities an der Hochschule Mainz.

## Leben und Ausbildung
Schrade studierte zwischen 1998 und 2001 Mittlere und Neuere Geschichte, Germanistik und Anglistik an der Johannes Gutenberg-Universität Mainz. Er war 2001–2002 kurzzeitig Fremdsprachenassistent in Großbritannien. Im Jahr 2008 erhielt Schrade den Magister für seine Arbeit „Englische Königinnen zur Zeit der Rosenkriege (1455-1485). Neuere Forschungen – Perspektiven – Lesarten“, für die er den Preis der Ewald Hibbeln Stiftung erhielt.

## Karriere
Schrade arbeitete zwischen 2002 und 2009 am Institut für Geschichtliche Landeskunde Rheinland-Pfalz, wo er für den Bereich „Digitale Landesgeschichte“ zuständig war. Parallel dazu war er von 2004 bis 2009 als Softwareentwickler in der freien Wirtschaft mit Schwerpunkt auf Webtechnologien tätig.
Seit 2009 leitet er die Forschungsabteilung „Digitale Akademie“ der Akademie der Wissenschaften und der Literatur in Mainz. Im Jahr 2016 war er Lehrbeauftragter für „Digitale Methodik in den Geistes- und Kulturwissenschaften“ an der Johannes Gutenberg-Universität Mainz. Im Anschluss wurde Schrade 2017 Akademieprofessor für Digital Humanities an der Hochschule Mainz.

## Forschungsschwerpunkte
Schrades Forschungsschwerpunkte liegen im Bereich der Digitalen Methodik in den Geistes- und Kulturwissenschaften, der Forschungsinfrastruktur und des Forschungsdatenmanagements. Zudem beschäftigt er sich mit Programmierparadigmen und Methoden der agilen Softwareentwicklung, Methoden des Prozess- und Qualitätsmanagements sowie Webtechnologien, Webstandards und Webservices für die Geistes- und Kulturwissenschaften.

## Mitgliedschaften
- Seit 2020: Sprecher von NFDI4Culture[5][6]
- Seit 2018: Mitgründer und Convener der AG „Research Software Engineering in den Digital Humanities“ innerhalb des DHd-Verbandes
- Seit 2015: Mitglied des wissenschaftlichen Beirats des Mainzer Zentrums für Digitalität in den Geistes- und Kulturwissenschaften – mainzed[7]
- Seit 2014: Mitglied des DARIAH-DE Stakeholder-Gremiums „Wissenschaftliche Sammlungen“[8]
- Seit 2011: Mitglied der AG eHumanities der Union der Deutschen Akademien der Wissenschaften[9]
- Seit 2009: Sachverständiger der IT-Kommission der Mainzer Akademie[10]